# Карпінський Платон
Платон Карпінський (8 січня 1873, Красне — 22 квітня 1937 (або 19 квітня 1937), Острівець) — галицький український священникУГКЦ, богослов, філософ, душпастир, проповідник, громадський діяч член НТШ.

## Життєпис
Народився 8 січня 1873 року в містечку Красному.
Закінчив Бережанську гімназію. Студіював у Львові філософію і богослов'я. Висвячений на одруженого священника в 1898 році.
Душпастирював на Бережанщині і Теребовлянщині, зокрема, сотрудник на парафіях в селах Дарахів (1898–1899), Кобиловолоки (1899–1901), Струсів (1901–1904); адміністратор в с. Вербів (1904–1905), парох в с. Дичків (1905–1913) та в с. Острівець (1913–1937).
Делегат Української Національної Ради ЗУНР, представляв Теребовлянський повіт.
Проводив велику проповідницьку діяльність та громадську роботу. Заснував кооперативи товариства «Сільський господар», понад 40 читалень товариства «Просвіта» в Підгаєцькому, Теребовлянському і Тернопільському повітах. Видав книгами свої проповіді, а також переклади проповідей з чеської мови.
Займався перекладами, зокрема, з сербської — «Герцеговінські оповідання» Светозара Чоровича, видано в Чернівцях 1911 року.
У 1920–1930-х роках був діяльним в УНДО.

## Джерело
- Гуцал П. З. Карпінський Платон Амандович [Архівовано 21 вересня 2017 у Wayback Machine.] // Енциклопедія сучасної України / ред. кол.: І. М. Дзюба [та ін.] ; НАН України, НТШ. — К. : Інститут енциклопедичних досліджень НАН України, 2012. — Т. 12 : Кал — Киї. — С. 391. — ISBN 978-966-02-6472-4.
- Кушнерик Г., Пиндус Б. Карпінський Платон // Тернопільський енциклопедичний словник : у 4 т. / редкол.: Г. Яворський та ін. — Тернопіль : Видавничо-поліграфічний комбінат «Збруч», 2005. — Т. 2 : К — О. — С. 41. — ISBN 966-528-199-2.
- Павлишин О. Організація цивільної влади ЗУНР у повітах Галичини (листопад — грудень 1918 року).